# Simone Pheulpin
Simone Pheulpin, née en 1941 à Nancy, est une sculptrice sur textile française.

## Biographie
Simone Pheulpin est née en 1941 à Nancy. Pendant son enfance, elle a l'occasion de jouer dans des manufactures textiles vosgiennes, utilisant des tissus utilisés pour la fabrication de pneus automobiles. Ces jeux vont influencer ses créations ultérieures. 
Son travail réside dans le pliage minutieux et répétitif de bandes de coton non blanchi, non décati, rêche, des Vosges. Son façonnage est permis par des attaches non visibles, épingles qu'elle dissimule au cœur de l’œuvre. Il en découle un univers qui apparaît tantôt minéral, tantôt végétal, reflet du monde naturel. Un documentaire sur son travail est diffusé sur la chaîne de télévision Arte dans la série Reg'Arts de femmes,.
Simone Pheulpin est représentée par la galerie Maison Parisienne à Paris.

## Récompenses
- Mention spéciale du Craft Prize, décerné par le musée du Design à Londres en 2018[4].
- Grand prix de la création de la Ville de Paris, catégorie métiers d’art, en 2017[5].
- Prix Le Créateur de la Fondation des Ateliers d'art de France en 2015[4].
- Prix Women on the textile art à Miami en 2000.
- Médaille d’or aux 52e International Crafts Fair à Munich en 2000.
- Grand prix national de la SEMA à Paris en 1998.
- 2e prix Fiberart International Competition, Center for the Arts à Pittsburg (États-Unis) en 1997.
- Prix de la 9e Biennale internationale des mini-textiles à Szombathely (Hongrie) en 1992.
- Prix en art textile contemporain à la Biennale internationale de Lausanne (Suisse) en 1987.

## Expositions
- Simone Pheulpin, plieuse de temps, Musée des Arts Décoratifs, Paris, 7 décembre 2021- 16 janvier 2022
- PAD Paris, Jardin des Tuileries, Paris (France), Avril 2020
- Collect, Galerie Maison Parisienne - Somerset House, Londres (Royaume-Uni) - Février 2020
- La Promenade du Collectionneur - Hôtel Solvay, Bruxelles (Belgique) - Janvier 2020
- Art Elysées, Galerie Maison Parisienne - Champs-Élysées, Paris (France) - Octobre 2019
- Effets Matières - Plaza Athénée, Paris (France) - Mai 2019
- Hors Les Murs Révélations, Paris (France) - Avril 2019
- La Promenade du Collectionneur 2 - Hôtel Le Meurice, Paris (France) - Avril 2019
- PAD Paris, Galerie Maison Parisienne - Jardin des Tuileries, Paris (France) - Avril 2019
- Collect, Galerie Maison Parisienne - Saatchi Gallery, Londres (Royaume-Uni) - Février 2019
- Art Elysées, Galerie Maison Parisienne - Champs-Élysées, Paris (France) - Octobre 2018
- PAD London, Galerie Gosserez - Londres (Royaume-Uni) - Octobre 2018
- Brown’s Hotel, Galerie Maison Parisienne, Londres (Royaume-Uni) - Octobre 2018
- Lapada Art Fair, Galerie Boccara - Londres (Royaume-Uni) - Septembre 2018
- Homo Faber, Fondation Michelangelo - Venise (Italie) - Septembre 2018
- La Biennale de Paris, Galerie Collection - Grand Palais, Paris (France) - Septembre 2018
- Grève Blanche - Galerie License IV, Lyon (France) - Septembre 2018
- AD Intérieurs, Paris (France) - Septembre 2018
- Masterpiece - Galerie Boccara, Londres (Royaume-Uni) - Juin 2018
- Fondation Villa Datris pour la sculpture contemporaine, Isle-Sur-La-Sorgue (France) - Mai 2018
- Musée du Design, Londres (Royaume-Uni) - Mai 2018
- Dixième Saison d’Art Contemporain - Centre d’arts et nature - Chaumont-sur-Loire (France) - Avril 2018
- La Promenade du Collectionneur - Hôtel Le Meurice, Paris (France) - Avril 2018
- Art Paris, Art Fair, Galerie Maison Parisienne - Grand Palais, Paris (France) - Avril 2018
- Talents à suivre - Ateliers de Paris, Paris (France) - Février 2018
- Collect, Galerie Maison Parisienne - Saatchi Gallery, Londres (Royaume-Uni) - Février 2018
- PAD Genève, Galerie Gosserez - Genève (Suisse) - Février 2018
- Un Monde de Plis, Exposition rétrospective - Chapelle Expiatoire, Paris (France) - Novembre 2017
- Chambres à part 13 - Parcours FIAC off  - Grand Musée du Parfum - Paris (France) - Octobre 2017
- PAD London, Galerie Gosserez - Londres (Royaume-Uni) - Octobre 2017
- Galerie Par Excellence, New York (États-Unis) - Juillet 2017
- Galerie Gosserez - Paris (France) - Juin 2017
- Révélations - Biennale internationale métiers d’art & création - Grand Palais et Artcurial - Paris (France) - Mai 2017
- Galerie Par Excellence, New York (États-Unis) - Mai 2017
- White Ocean - Artcurial - Paris (France) - Mars 2017
- PAD Paris, Galerie Gosserez - Paris (France) - Mars 2017
- Design Days Dubaï, Galerie Territoire(s) - Dubaï (Émirats arabes unis) - Mars 2017
- Galerie Par Excellence, New York (États-Unis) - Mars 2017
- L'Eau Textile - Manufacture de Roubaix (France) - Février 2017
- Collect, Galerie Maison Parisienne - Saatchi Gallery, Londres (Royaume-Uni) - Février 2017
- Le Pli - Galerie Collection, Paris (France) - Décembre 2016
- 1.2.3 Sculptures de fibres - Musée Jean-Lurçat et de la tapisserie contemporaine, Angers - 2012
- À la frontière du Vêtement - Musée des Tissus et des Arts décoratifs, Lyon - 2007[6]
- 23e semaine d'Art contemporain de Saint-Mandé (Harada, Stern, Teisse-Renc et Pheulpin), Saint-Mandé - 2006[7]

## Collections publiques
- 2019 : Musée des Arts décoratifs, Paris, France.
- 2018 : Victoria and Albert Museum, Londres, Royaume-Uni.
- 2018 : Art Institute of Chicago, Chicago, États-Unis.
- 2012 : Musée Jean-Lurçat et de la Tapisserie contemporaine, Angers, France.
- 2008 : Musée des Tissus et des Arts décoratifs, Lyon, France.
- 2002 : Musée Jean-Lurçat et de la tapisserie contemporaine, Angers, France.
- 2000 : Jardin des Carrières, Nancy, France.
- 1999 : Musée du Feutre, Mouzon, France.
- 1992 : Savaria Múzeum, Szombathely, Hongrie[8].
- 1989 : Société textile Hinaya, Kyoto, Japon.